# Roberto Guțu
Roberto Guțu (* 27. Juli 2000 in Moldau) ist ein deutscher Gewichtheber.

## Karriere
Guțu kam 2011 mit seiner Mutter nach Deutschland und schloss sich dem SSV Samswegen in der Nähe von Magdeburg an.
In den Jahren 2023 und 2024 nahm Guțu an den Weltmeisterschaften im Gewichtheben teil.
2024 in Bahrain gewann er in der Gewichtsklasse bis 73 kg mit neuem deutschen Rekord von 154 kg die Bronzemedaille im Reißen. Zusammen mit 177 kg im Stoßen bedeuteten die erzielten 331 kg im Zweikampf ebenfalls neuen deutschen Rekord. Es war die erste Medaille bei Weltmeisterschaften für dem BVDG seit 2010, bei denen Matthias Steiner im Stoßen Gold gewonnen hatte. Bei den Europameisterschaften 2025 verbesserte Guțu seine beiden deutschen Rekorde. Mit 155 kg wurde er Europameister im Reißen. Im Zweikampf holte er mit 335 kg die Bronzemedaille.
Guțus Trainer ist Almir Velagic.